# Ryūnosuke Noda
Ryūnosuke Noda (野田 隆之介 Noda Ryūnosuke?, nacido el 28 de septiembre de 1988 en Sawara-ku, Fukuoka, Fukuoka) es un futbolista japonés que se desempeña como delantero.

## Trayectoria

### Clubes
| Club            | País  | Año         |
| --------------- | ----- | ----------- |
| Sagan Tosu      | Japón | 2010 - 2013 |
| Nagoya Grampus  | Japón | 2014 - 2016 |
| Shonan Bellmare | Japón | 2017 - 2019 |
| Kyoto Sanga     | Japón | 2020 - 2021 |

## Estadística de carrera

### J. League
| Club            | Año   | J. League | J. League | Copa J. League | Copa J. League | Total | Total |
| Club            | Año   | Part.     | Goles     | Part.          | Goles          | Part. | Goles |
| --------------- | ----- | --------- | --------- | -------------- | -------------- | ----- | ----- |
| Sagan Tosu      | 2010  | 7         | 0         | -              | -              | 7     | 0     |
| Sagan Tosu      | 2011  | 26        | 3         | -              | -              | 26    | 3     |
| Sagan Tosu      | 2012  | 17        | 4         | 5              | 1              | 22    | 5     |
| Sagan Tosu      | 2013  | 20        | 4         | 5              | 1              | 25    | 5     |
| Nagoya Grampus  | 2014  | 0         | 0         | 0              | 0              | 0     | 0     |
| Nagoya Grampus  | 2015  | 4         | 1         | 2              | 2              | 6     | 3     |
| Nagoya Grampus  | 2016  | 15        | 1         | 2              | 1              | 17    | 2     |
| Shonan Bellmare | 2017  | 20        | 2         | -              | -              | 20    | 2     |
| Total           | Total | 109       | 15        | 14             | 5              | 123   | 20    |

## Palmarés

### Títulos nacionales
| Título         | Club            | País  | Año  |
| -------------- | --------------- | ----- | ---- |
| J2 League      | Shonan Bellmare | Japón | 2017 |
| Copa J. League | Shonan Bellmare | Japón | 2018 |